# SO 36

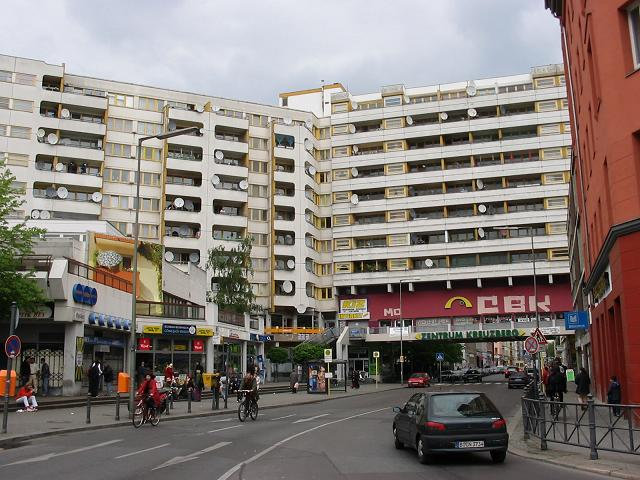
Kottbusser Tor.

Berlin SO 36 (eller SO 36, 36 och Kreuzberg 36) är en gammal postkod i Berlin som idag används för att i dagligt tal beskriva den nordöstra delen av stadsdelen Kreuzberg. SO står för Südost. Koden 36 hörde till postkontoret som fortfarande ligger vid Skalitzer Strasse 85–86, men denna kod har sedermera ersatts av moderna femsiffriga postnummer. SO 36 är även namnet på en klubb i Kreuzberg men då skrivet SO36.
Området SO 36 bebyggdes som del av stadsdelen Luisenstadt under 1800-talet, och syftar på den östra delen av Luisenstadt som administrativt inordnades under det dåvarande stadsdelsområdet Kreuzberg vid skapandet av Stor-Berlin 1920. Under Berlins delning var området del av den amerikanska ockupationssektorn i Västberlin.
SO 36 är ett viktigt område för Berlins nattliv och alternativkultur, med Oranienstrasse, Wiener Strasse och Wrangelkiez som viktiga centra. Befolkningen har en yngre sammansättning än genomsnittet för Berlin och en stor del av befolkningen är utlandsfödd, främst med ursprung i Turkiet.